# Santo Antônio da Alegria (kommun)
Santo Antônio da Alegria är en kommun i Brasilien.   Den ligger i delstaten São Paulo, i den sydöstra delen av landet, 600 km söder om huvudstaden Brasília. Antalet invånare är 6 304.
Följande samhällen finns i Santo Antônio da Alegria:
- Santo Antônio da Alegria

Omgivningarna runt Santo Antônio da Alegria är huvudsakligen savann. Runt Santo Antônio da Alegria är det glesbefolkat, med 20 invånare per kvadratkilometer.